# Tanasevitchia strandi
Tanasevitchia strandi is een spinnensoort in de taxonomische indeling van de hangmatspinnen (Linyphiidae).
Het dier behoort tot het geslacht Tanasevitchia. De wetenschappelijke naam van de soort werd voor het eerst geldig gepubliceerd in 1937 door Ermolajev.